# Enter the Phoenix
Pour plus de détails, voir Fiche technique et Distribution.
Enter the Phoenix (大佬愛美麗, Dai lo oi mei lai)) est un film hongkongais réalisé par Stephen Fung, sorti le 8 avril 2004.

## Synopsis
Lorsque le chef de gang Hung meurt, ses deux sous-fifres Cheung et Chapman To sont envoyés en Thaïlande pour retrouver son fils, Georgie Hung, pour lui succéder. Georgie, qui est un cusinier homosexuel en couple avec Frankie, refuse de poursuivre le travail de son père. Il se fait passer pour un de ses amis proches, Sam, qui est d'accord pour devenir chef de gang. Les deux amis retournent à Hong-Kong avec leurs fausses identités.
Ils découvrent que Hung a accidentellement tué le père de Cheng Chow — un des leaders d'un gang allié dirigé par Chan Wai-Man — qui cherche à se venger.
Chan Wai-Man souhaite que sa fille Julie épouse Sam afin de renforcer les liens entre les deux gangs. Celui-ci accept avant de changer d'avis, ayant appris que Julie ne l'aimait pas.
Finalement Cheng Chow les kidnappent et force Georgie à impliquer son gang pour les sauver. Georgie, Julie et Sam, vainquent Cheng Chow et lui enjoignent d'accepter que la mort de son père était un accident. Puis Cheng Chow sauve Georgie alors qu'un de ses hommes essaye de le tuer.
Julie et Sam tombent en amour durant leur kidnapping et décide de se marier. Sam et Georgie prennent la tête du gang.

## Fiche technique
- Titre : Enter the Phoenix
- Titre original : Daai lo oi mei lai (大佬愛美麗)
- Réalisation : Stephen Fung
- Scénario : Stephen Fung et Yiu Fai Lo
- Production : Willie Chan, Solon So et Jackie Chan
- Musique : Chan Kwong-wing
- Photographie : Poon Hang-Sang et Lin Yau Tsou
- Montage : Pang Ching Hei
- Pays d'origine : Hong Kong
- Date de sortie : 8 avril 2004
- Format : Couleurs - 1,85:1 - Dolby Digital - 35 mm
- Genre : Comédie
- Durée : 104 minutes

## Distribution
- Eason Chan : Sam
- Daniel Wu : Georgie Hung
- Karen Mok : Julie
- Chapman To : Kin
- Kar-Ying Law : N°8
- Stephen Fung : Chau Siu
- Yuen Biao : Le père de Georgie Hung
- Brian Lee : David
- Hayama Go : L'acolyte de Chow
- Nicholas Tse : Tête de Coq
- Sam Lee : L'homosexuel
- Lik-Chi Lee : Mr. Leung
- Philip Ng : Bo

## À noter
- Jackie Chan, qui est également producteur du film, fait une petite apparition dans ce dernier.